# Frédéric Mistral

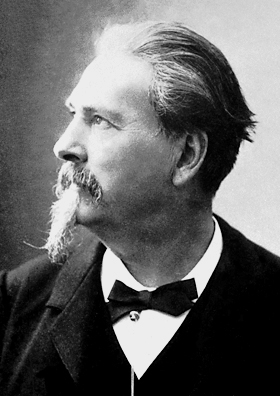
Frédéric Mistral

Frédéric Mistral (* 8. September 1830 in Maillane; † 25. März 1914 ebenda) war ein französischer Dichter und Linguist, der seine Werke in provenzalischer Sprache schrieb. 1904 wurde er mit dem Nobelpreis für Literatur ausgezeichnet.

## Leben und Werk
Frédéric (provenzalisch: Frederi) Mistral wurde als Sohn eines wohlhabenden Gutsbesitzers geboren und besuchte in Avignon die höhere Schule. Eine Begegnung mit dem zwölf Jahre älteren Dichter Joseph Roumanille führte ihn zur provenzalischen Literatur. In Aix-en-Provence studierte Mistral bis 1851 Jura; anschließend ließ er sich in Maillane bei Arles nieder und gründete 1854 zusammen mit Roumanille, Théodore Aubanel, Anselme Mathieu, Paul Giéra, Alphonse Tavan und Jean Brunet den Félibrige, eine Bewegung, die sich für die Wiederbelebung der provenzalischen Literatur und den Erhalt der provenzalischen Sprache einsetzte.
Seit 1859 stand Mistral an der Spitze des Félibrige. Im selben Jahr veröffentlichte er sein wichtigstes Werk, Mirèio, ein Versepos in zwölf Gesängen. Es erzählt von einer reichen Bauerntochter, die um ihre Liebe zu einem armen Korbflechter kämpft und auf der Suche nach göttlicher Unterstützung auf Wanderschaft geht. Dieses Werk, das Motive des Jeanne-d’Arc-Mythos, aber auch zahlreiche Bezüge zu provenzalischen Themenkreisen vergangener Jahrhunderte in sich trägt, wurde von Alphonse de Lamartine hoch gelobt, von der Académie française preisgekrönt und begründete auch international Mistrals Ruf. Charles Gounod vertonte es im Jahr 1863.
Als weiterer Höhepunkt in Mistrals Werk gilt das 1867 erschienene an die Aeneis anklingende Heldenepos Calendau (Calendal), das jedoch aufgrund der darin enthaltenen politischen Anspielungen und Polemiken literarisch hinter dem Debüt Mirèio zurücksteht.
Mistral lebte nach einem Aufenthalt in Paris bis zu seinem Tod in Maillane. Im Jahr 1876 heiratete er Marie Rivière.
Mistral setzte sich – parallel zur Nationalbewegung des 19. Jahrhunderts – für eine geistige und kulturelle Unabhängigkeit der Provence gegenüber dem auch kulturpolitisch zentralistischen Frankreich ein, anfangs auch für ihre politische Autonomie. Dabei kämpfte er gegen das vorherrschende Klischee der Rückständigkeit und suchte Anknüpfungspunkte der mediterranen provenzalischen Tradition an die Antike. Seine Epen, Gedichte und Erzählungen übersetzte er meist selbst ins Französische, was ihre Rezeption in des Pariser Literaturszene erleichterte. Dies zeigt aber auch das kontinuierliche Spannungsfeld zwischen Mistrals Streben nach regionaler Emanzipation und gleichzeitiger Abhängigkeit vom zentralisierten französischen Kulturleben.
Im Laufe von zwanzig Jahren verfasste Mistral Lou Tresor dóu Felibrige (Der Schatz des Félibrige), ein Wörterbuch der provenzalischen Sprache, das 1879 bis 1886 erschien und mehrere provenzalische Dialekte berücksichtigt.
In seinem Spätwerk, Lou Pouèmo dóu Rose (Das Rhonelied) von 1897, kommen pessimistische Töne zum Ausdruck, die der allgemeinen apokalyptischen Stimmung am Ende des 19. Jahrhunderts geschuldet sein mögen, aber auch Mistrals gescheiterten Versuchen, den Félibrige zu nachhaltigem Erfolg zu führen. Stilistisch ist Lou Pouèmo dóu Rose dem Symbolismus und der Dekadenzdichtung zuzuordnen.
Im Jahr 1904 erhielt Mistral zusammen mit José Echegaray den Nobelpreis für Literatur. In der Begründung heißt es: „[...] mit Bezug auf die frische Ursprünglichkeit, das Geistreiche und Künstlerische in seiner Dichtung, die Natur und Volksleben seiner Heimat getreu widerspiegelt, sowie auf seine bedeutungsvolle Wirksamkeit als provençalischer Philologe“. Mistral wohnte der Preisverleihung nicht bei; an seiner Stelle nahm ein Minister den Preis in Empfang. Das Preisgeld verwendete Mistral, um die von ihm im Jahr 1896 gegründete ethnographische Sammlung Museon Arlaten in Arles auszubauen. Die Räume des Hôtels Laval-Castellane beherbergen bis in die Gegenwart Exponate zur provenzalischen Kultur und Informationen zur Félibrige.
Frédéric Mistral starb im Jahr 1914 und wurde in Maillane beigesetzt.

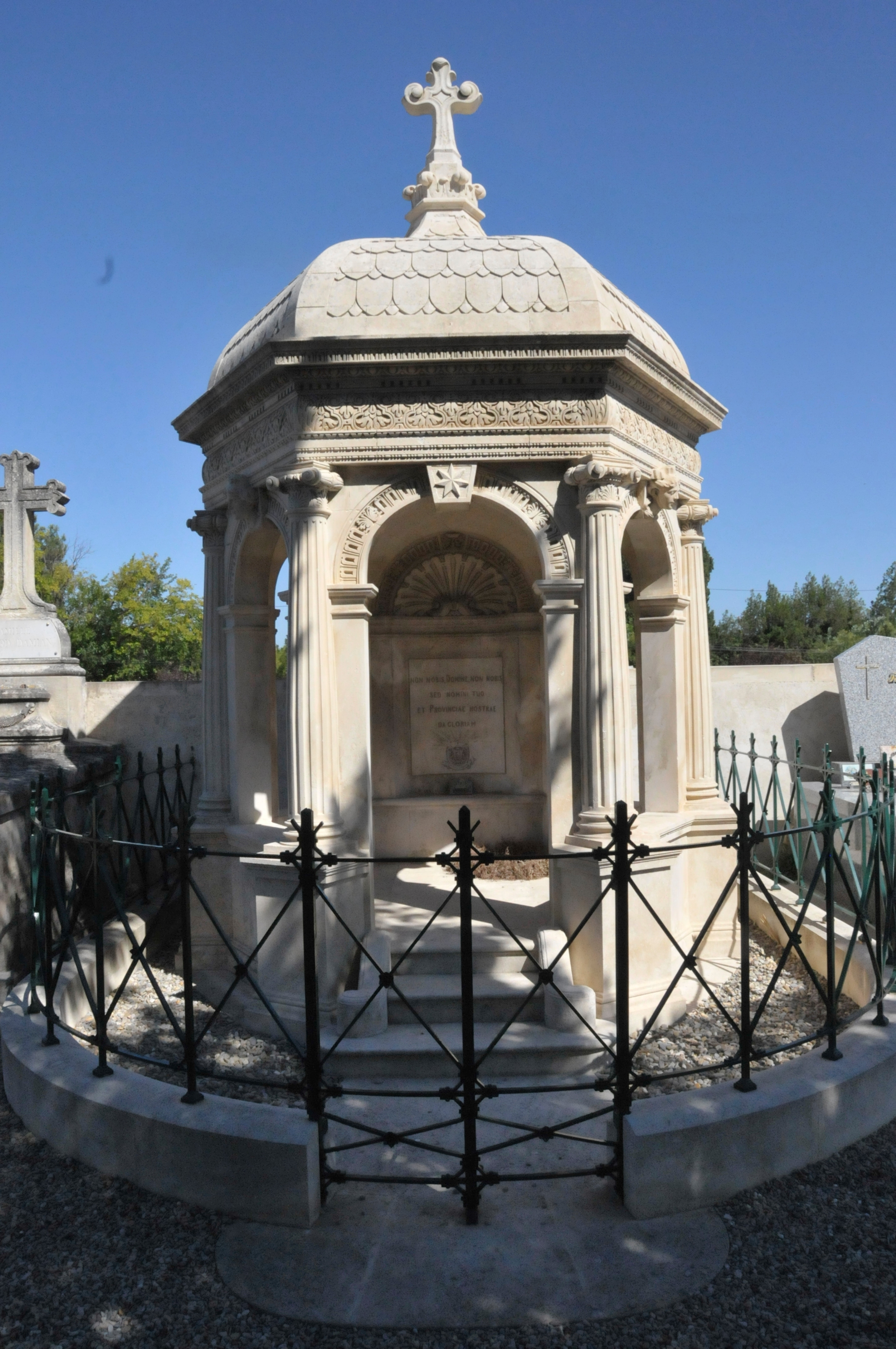
Grabmal von Frédéric Mistral in Maillane

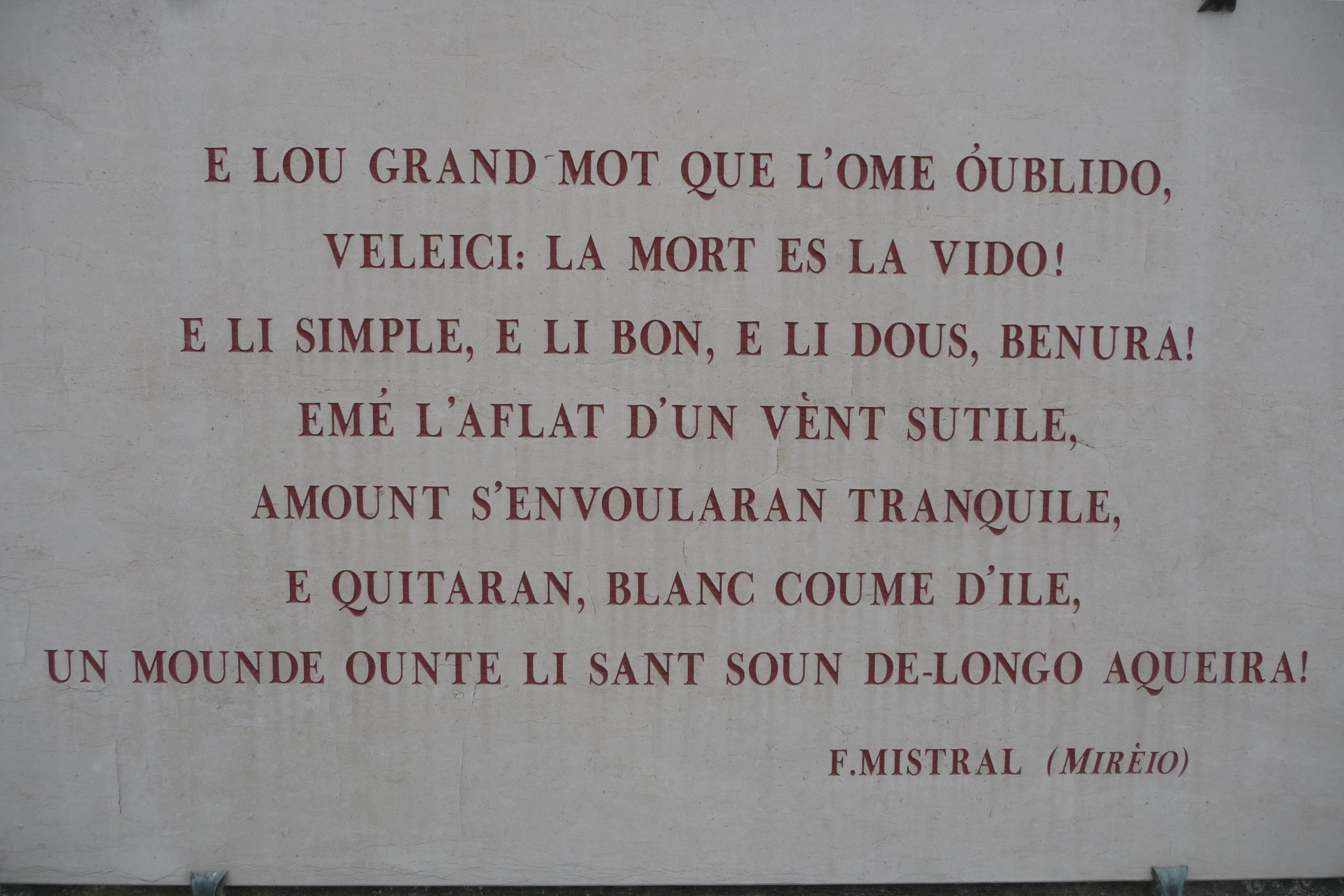
Gedenktafel an Frédéric Mistral am Friedhof in Maillane

## Werke

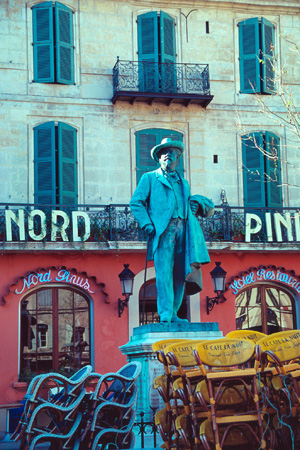
Denkmal in Arles

- La Cansoun de la Coupo (das Lied des Kelches, 1867, gilt als Hymne der Provence)
- Mirèio (Mädchenname Mireille, Versepos, 1859, deutsch Mireia, 1880)
- Calendau (Jungenname Calendal, Epos, 1867, deutsch 1909)
- Lis isclo d’or (die Goldinseln, Gedichte und Erzählungen, 1875, deutsch Lieder und Erzählungen, 1910)
- La Raço Latino (die romanische Rasse, Gedichte, 1879)
- Lou tresor dóu Félibrige (der Tresor des Félibrige, Wörterbuch der neuprovenzalischen Sprache, 1879–1886)
- Nerto (Epos, 1884, deutsch 1891)
- La rèino Jano (die Königin Jana, Drama, 1890)
- Lou Pouèmo dóu Rose (das Gedicht der Rhone, Gedichte, 1897)
- Moun espelido, remòri e raconte („(Mein Aufblühen,) Erinnerungen und Erzählungen“, 1906, deutsch 1908)
- Discours e dicho (Reden und Gesagtes, Prosa, 1906)
- La genèsi, traducho en prouvençau (die Genesis, übersetzt auf Provenzalisch, 1910)
- Lis Oulivado (die Olivenpürrees, Gedichte, 1912)
- Prose d’almanach (Prosa als Almanach, postum, 1926, 1927–1930)